# Hannes Liebmann
Hannes Liebmann (* 1956 in Mürzzuschlag) ist ein österreichischer Theater- und Filmschauspieler.

## Leben
Von 1992 bis 1997 machte Liebmann eine Ausbildung am Brucknerkonservatorium in Linz. Er wurde dann als Theater-Schauspieler tätig und spielte ab Ende der 1990er Jahre regelmäßig in München, dabei ab 2008 als Gast am Bayerischen Staatsschauspiel. Auch spielte er in Nebenrollen in Film und Fernsehserien mit. In der Mystery-Serie Fluch des Falken spielte er als Branko. Seit 2014 ist er Ensemblemitglied beim Theater der Altmark in Stendal.

## Filmografie (Auswahl)
- 2001: Die Klavierspielerin (La pianiste)
- 2001: Ein Freund
- 2004: Kotsch
- 2005: Die Wittelsbacher
- 2006: Nachtfalter (Kurzfilm)
- 2007: Hurenkarussell
- 2007: Fußstapfen
- 2009: Die Drachen besiegen (Fernsehfilm)
- 2012: Das falsche Herz
- 2011–2015: Fluch des Falken (Fernsehserie)
- 2014: SOKO München (Fernsehserie, eine Folge)
- 2021: Dengler: Kreuzberg Blues (Fernsehserie, eine Folge)